# Lijst van spelers van het Ierse voetbalelftal
Deze lijst van spelers van het Iers voetbalelftal geeft een overzicht van alle voetballers die minimaal dertig interlands achter hun naam hebben staan voor Ierland. Vetgedrukte spelers zijn in 2023 of 2024 nog voor de nationale ploeg uitgekomen. Thans bestaat de groep van Iers internationals met honderd of meer gespeelde interlands uit zes spelers, met Robbie Keane als recordinternational; hij beëindigde in het najaar van 2016 zijn interlandcarrière. Hij speelde 146 interlands, waarmee hij op de wereldwijde lijst van voetballers met meeste interlands op de 24ste plaats stond. Drie voetballers die, net als Keane, eind 2016 nog steeds actief waren en meer wedstrijden speelden waren de Italiaan Gianluigi Buffon (167), de Koeweiti Bader Al-Muttwa (158) en de Spaanse doelman Iker Casillas (167). Robbie Keane is tevens topscorer van het Iers voetbalelftal met 68 doelpunten. Vanaf juli 2014, toen de Duitser Miroslav Klose (71 doelpunten) zijn interlandcarrière beëindigde, was hij daarmee wereldwijd de actieve international met de meeste interlanddoelpunten achter zijn naam.

## Overzicht

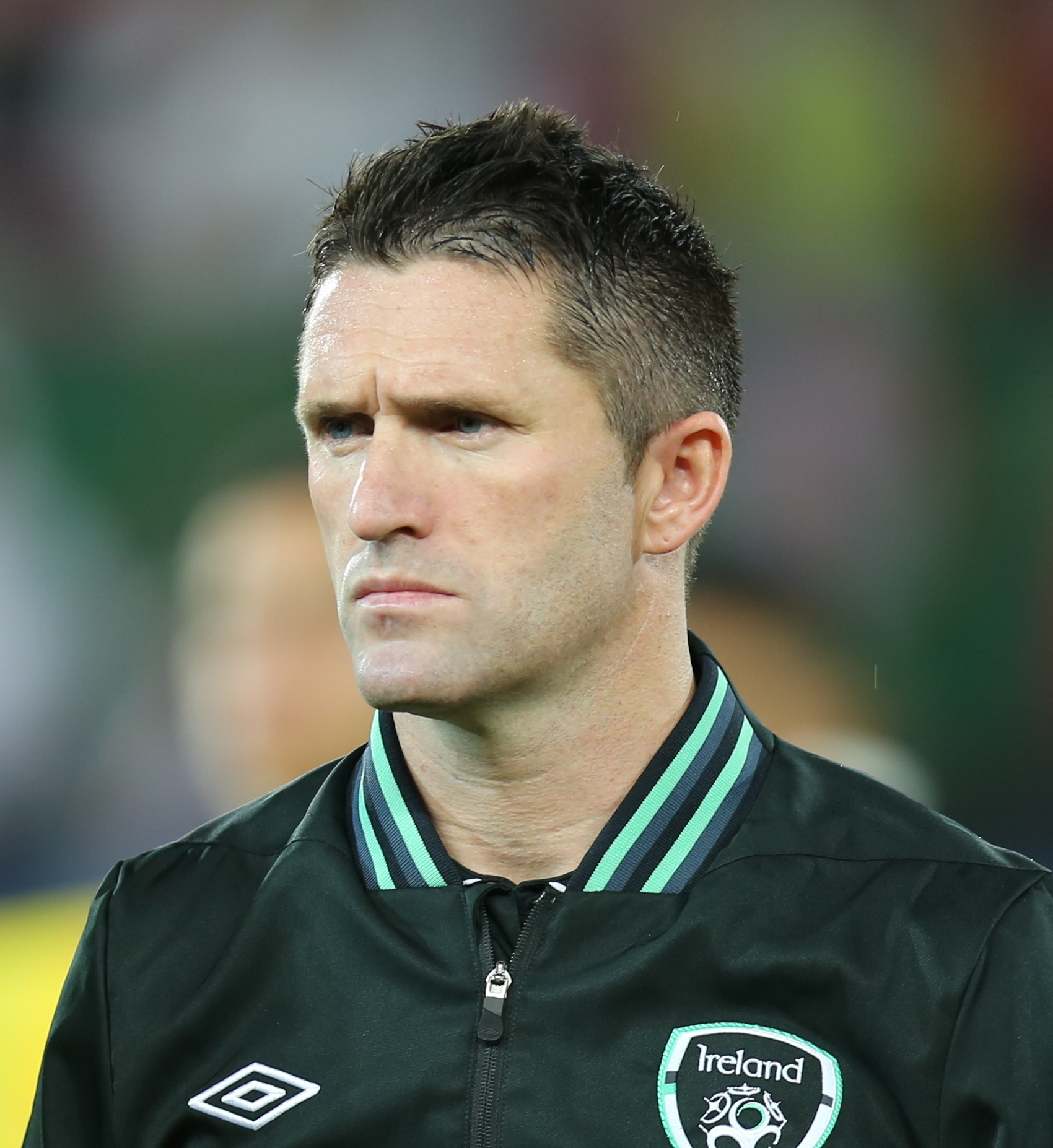
Robbie Keane
1998–2016

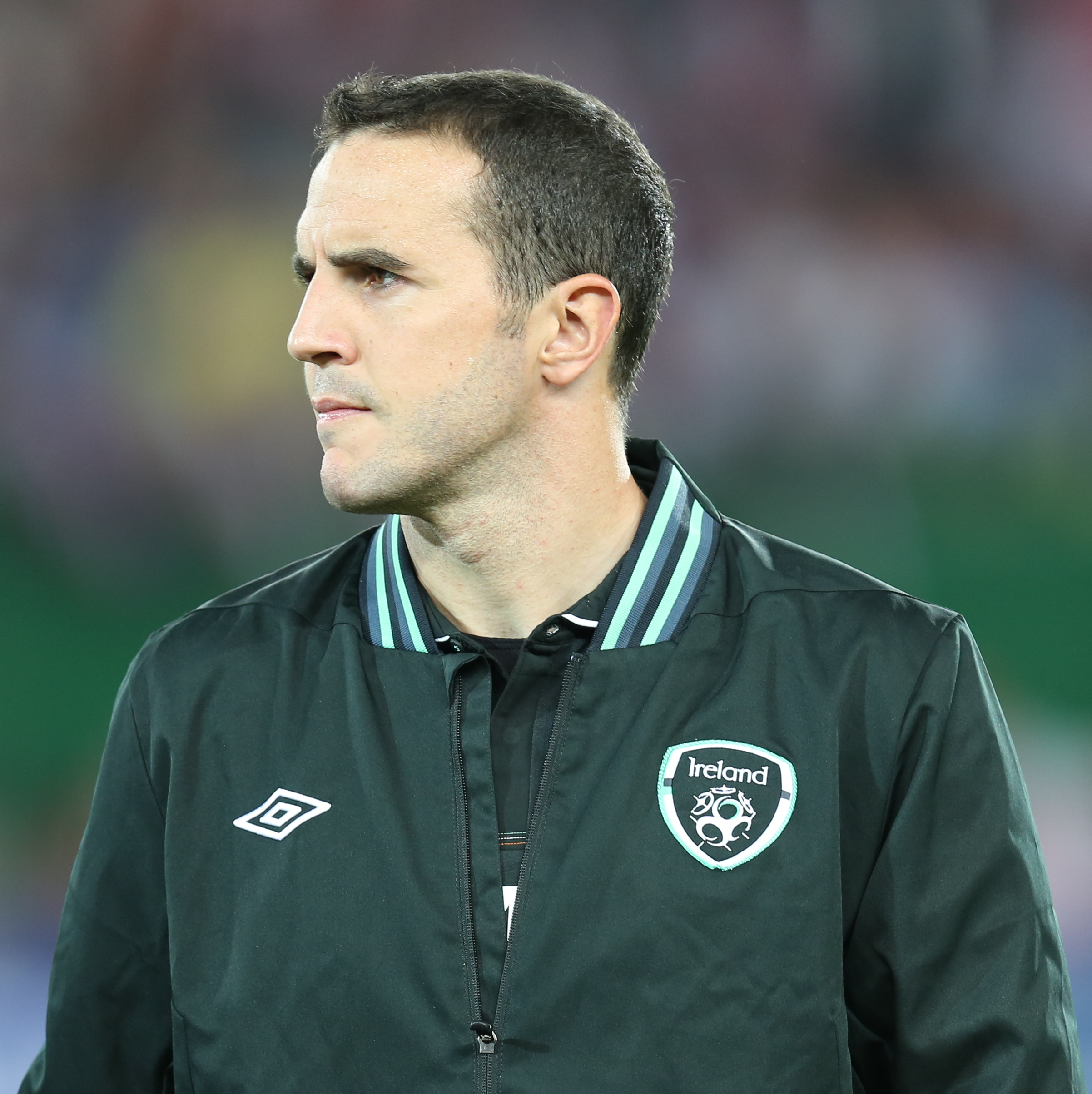
John O'Shea
2001–2016

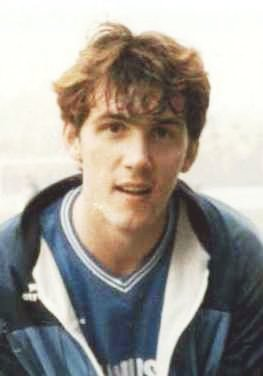
Tony Cascarino
1986–1999

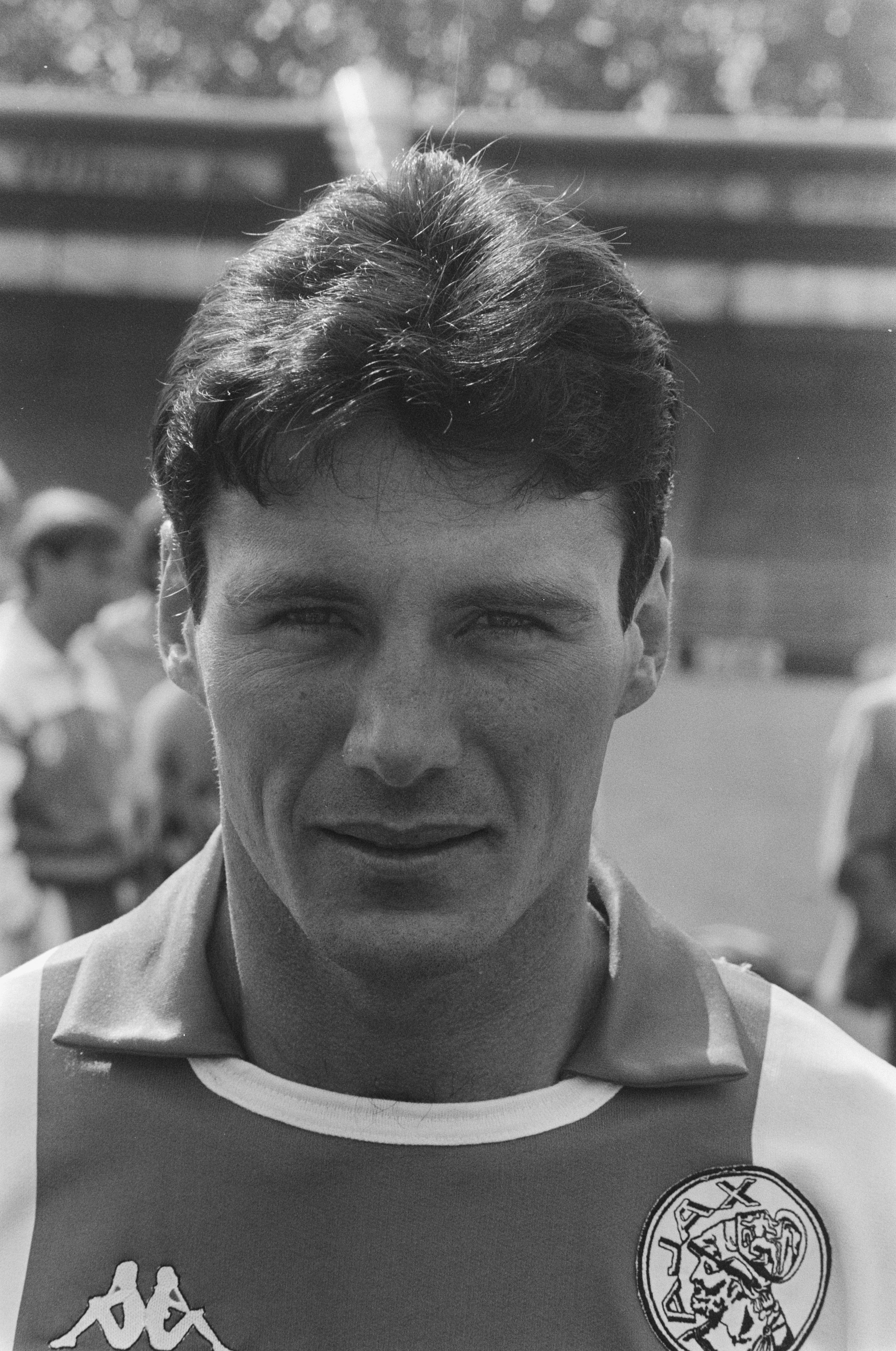
Frank Stapleton
1977–1990

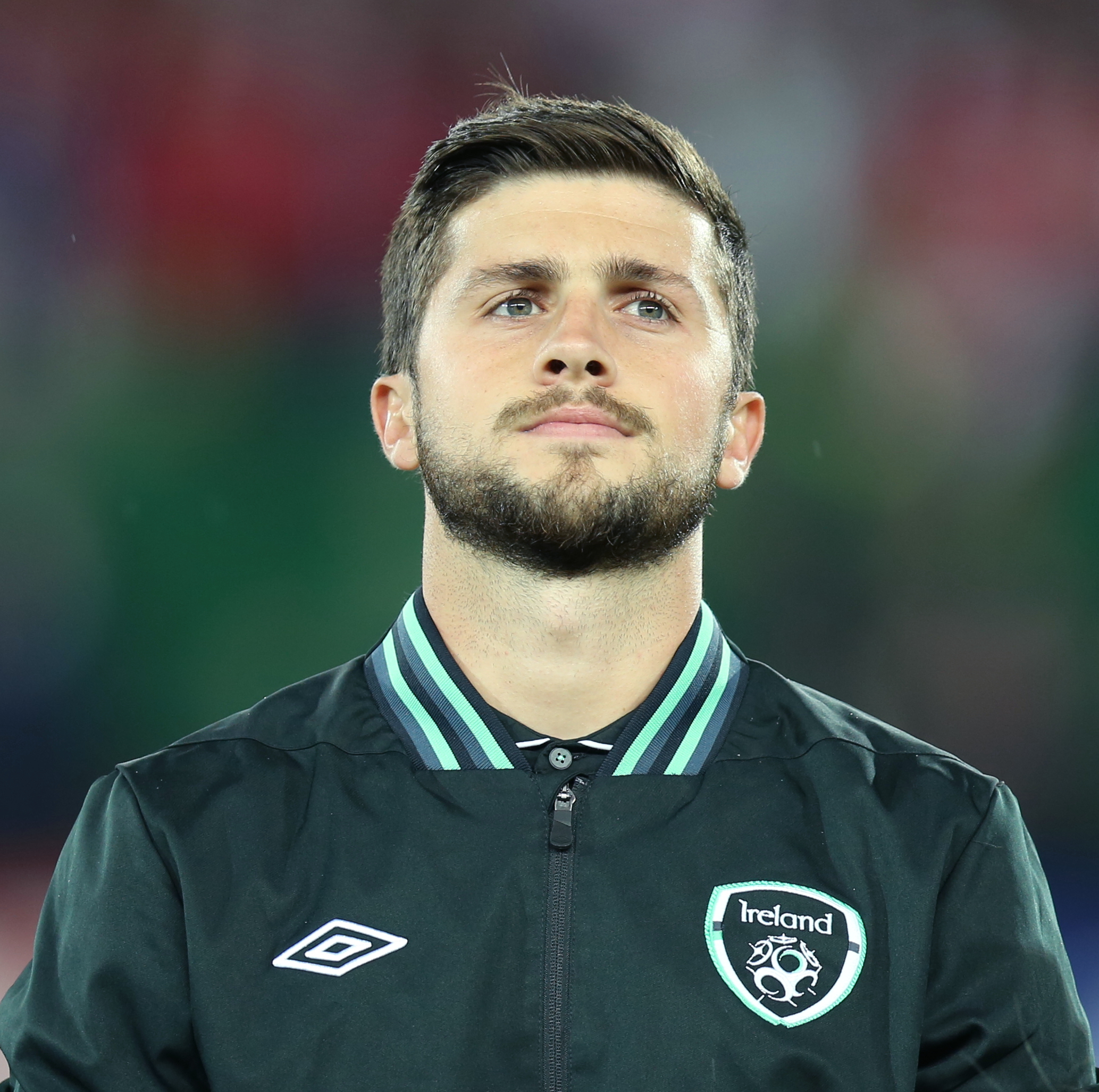
Shane Long
2007–2016

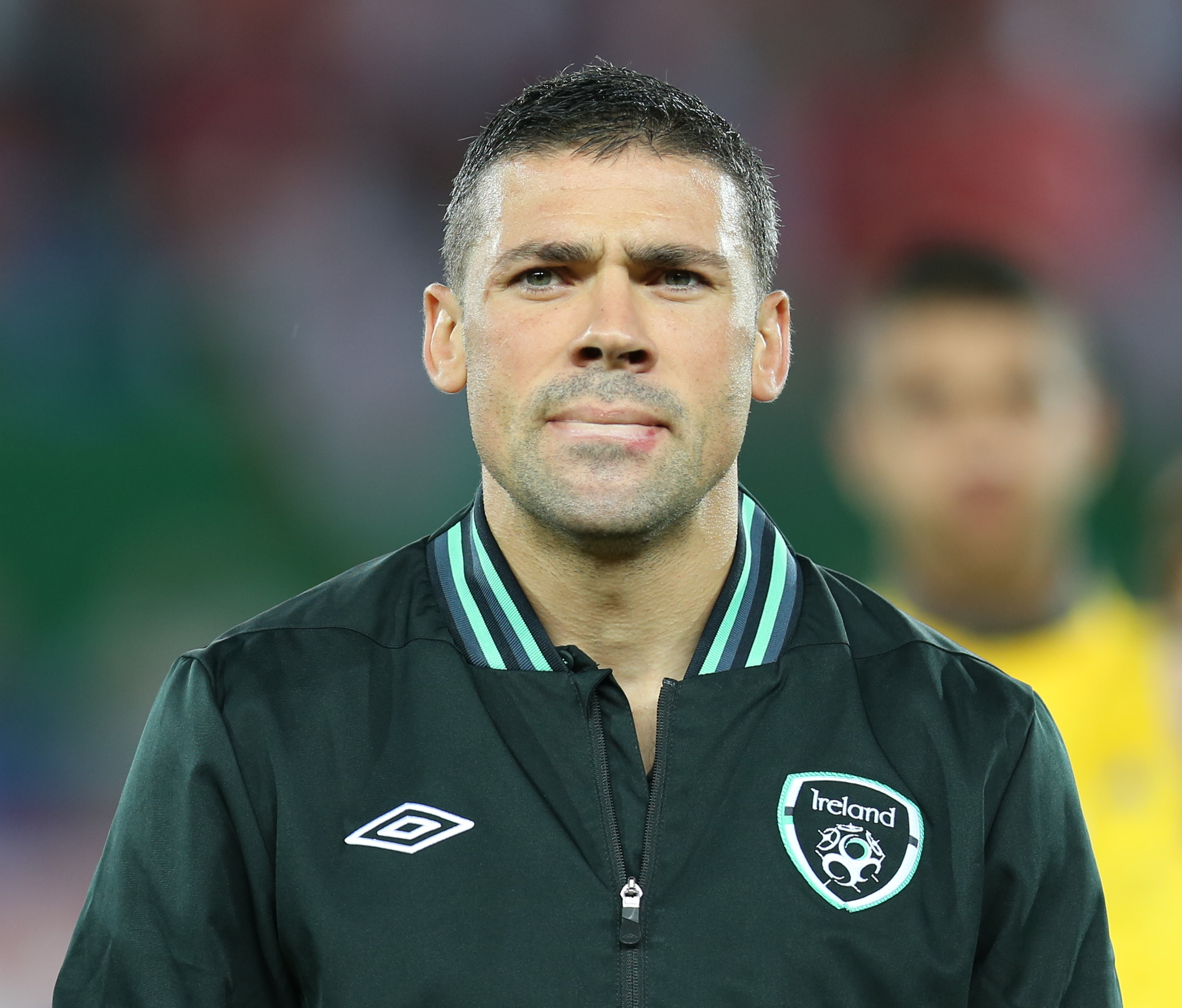
Jonathan Walters
2010–2016

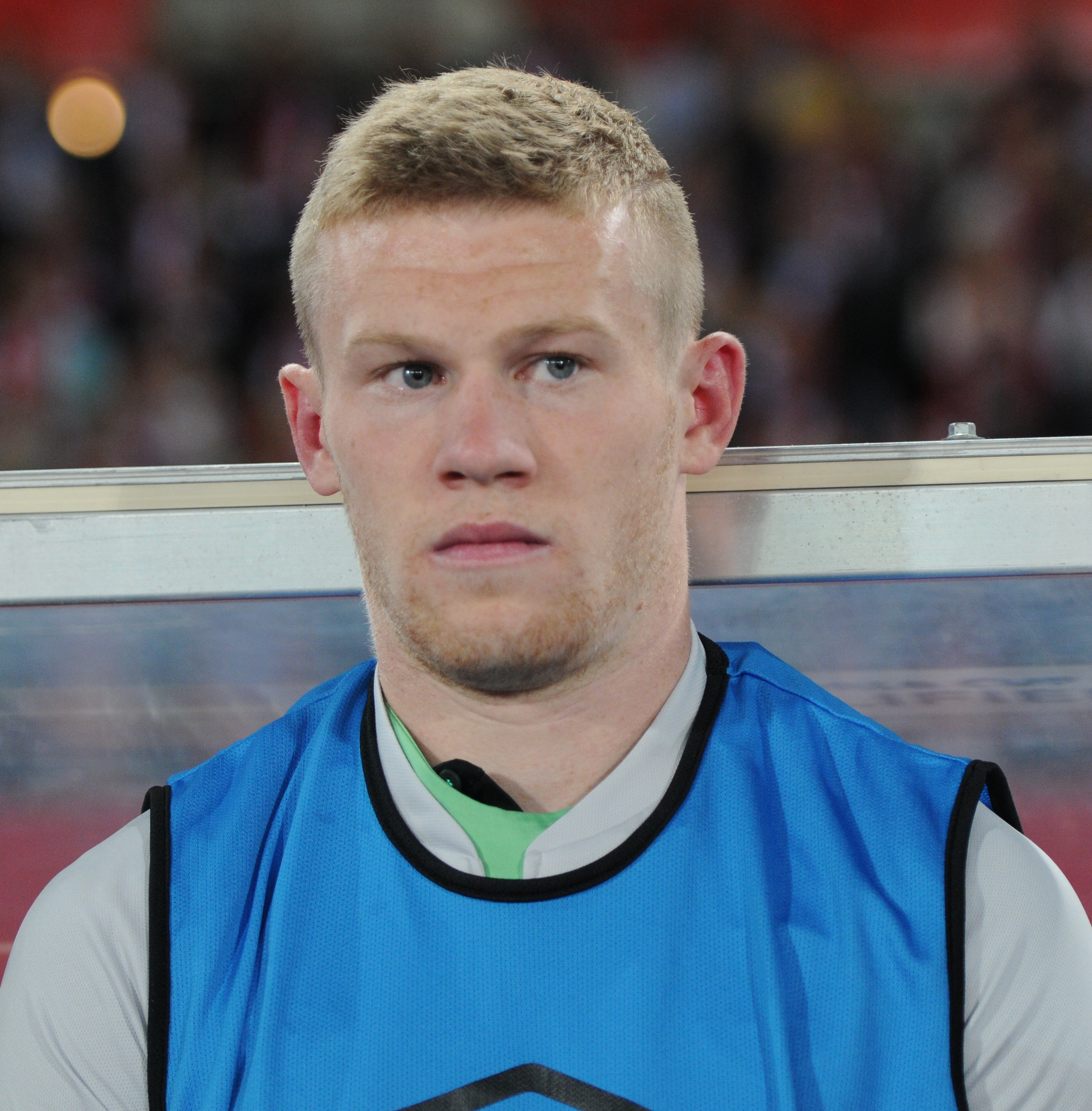
James McClean
2012–2016

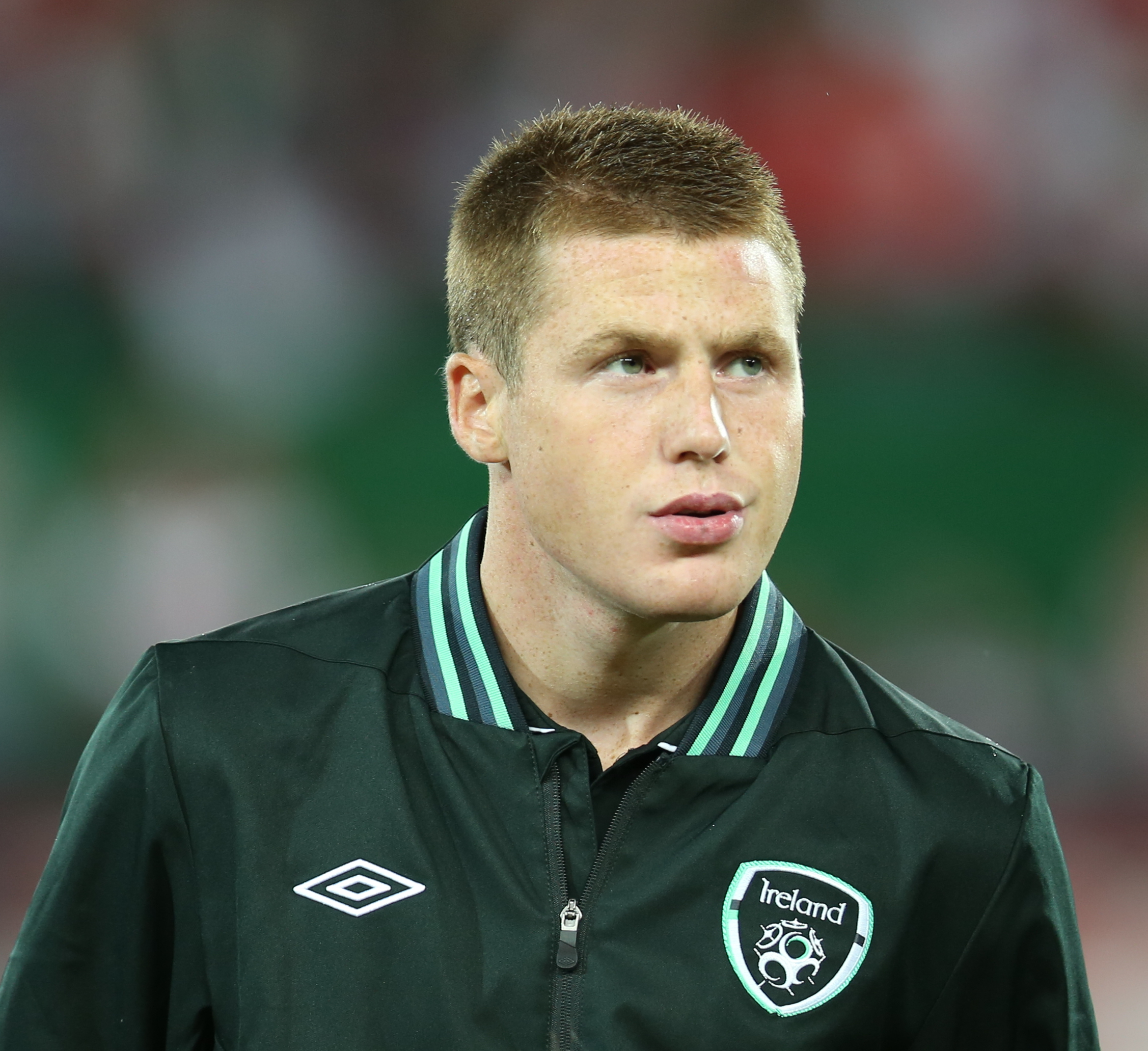
James McCarthy
2010–2016

- Bijgewerkt tot en met de wedstrijd tegen  Zwitserland (0–1) op 26 maart 2024.

| Naam speler      | Debuut | Laatst | Interlands | Doelpunten |
| ---------------- | ------ | ------ | ---------- | ---------- |
| Robbie Keane     | 1998   | 2016   | 146        | 68         |
| Shay Given       | 1996   | 2016   | 134        | 0          |
| John O'Shea      | 2001   | 2018   | 118        | 3          |
| Kevin Kilbane    | 1997   | 2011   | 110        | 8          |
| James McClean    | 2012   | 2023   | 104        | 11         |
| Steve Staunton   | 1989   | 2002   | 102        | 7          |
| Damien Duff      | 1998   | 2012   | 100        | 8          |
| Aiden McGeady    | 2004   | 2017   | 92         | 5          |
| Niall Quinn      | 1986   | 2002   | 91         | 21         |
| Glenn Whelan     | 2008   | 2019   | 91         | 2          |
| Tony Cascarino   | 1986   | 1999   | 88         | 19         |
| Shane Long       | 2007   | 2021   | 88         | 17         |
| Paul McGrath     | 1985   | 1997   | 83         | 8          |
| Richard Dunne    | 2000   | 2013   | 80         | 8          |
| Patrick Bonner   | 1981   | 1996   | 80         | 0          |
| Jeff Hendrick    | 2013   | 2023   | 79         | 2          |
| Ray Houghton     | 1986   | 1998   | 73         | 6          |
| Kenny Cunningham | 1996   | 2005   | 72         | 0          |
| Liam Brady       | 1975   | 1990   | 72         | 9          |
| Kevin Moran      | 1980   | 1994   | 71         | 6          |
| Frank Stapleton  | 1977   | 1990   | 71         | 20         |
| Séamus Coleman   | 2011   | 2024   | 70         | 1          |
| Andy Townsend    | 1989   | 1998   | 70         | 7          |
| John Aldridge    | 1986   | 1997   | 69         | 19         |
| David O'Leary    | 1977   | 1993   | 68         | 1          |
| Roy Keane        | 1991   | 2005   | 67         | 9          |
| Ian Harte        | 1996   | 2007   | 64         | 12         |
| Gary Breen       | 1996   | 2006   | 63         | 6          |
| Kevin Doyle      | 2006   | 2017   | 63         | 14         |
| Robbie Brady     | 2012   | 2024   | 62         | 9          |
| Shane Duffy      | 2014   | 2023   | 60         | 7          |
| Johnny Giles     | 1960   | 1979   | 59         | 5          |
| Mick McCarthy    | 1984   | 1992   | 57         | 2          |
| Don Givens       | 1969   | 1982   | 56         | 19         |
| Denis Irwin      | 1991   | 2000   | 56         | 4          |
| Jonathan Walters | 2010   | 2018   | 54         | 14         |
| Steve Finnan     | 2000   | 2008   | 53         | 2          |
| Chris Hughton    | 1980   | 1992   | 53         | 1          |
| Ronnie Whelan    | 1981   | 1995   | 53         | 3          |
| Gary Kelly       | 1994   | 2002   | 52         | 2          |
| Mick Martin      | 1972   | 1983   | 52         | 4          |
| Jason McAteer    | 1994   | 2004   | 52         | 3          |
| Paddy Mulligan   | 1969   | 1980   | 50         | 1          |
| Darren Randolph  | 2012   | 2020   | 50         | 0          |
| Stephen Ward     | 2011   | 2018   | 50         | 3          |
| Matt Holland     | 1999   | 2005   | 49         | 5          |
| Gerry Daly       | 1973   | 1987   | 48         | 13         |
| Mark Kinsella    | 1998   | 2004   | 48         | 3          |
| Allan Kelly      | 1957   | 1973   | 47         | 0          |
| Kevin Sheedy     | 1983   | 1993   | 46         | 9          |
| Tony Grealish    | 1976   | 1986   | 45         | 8          |
| Stephen Carr     | 1999   | 2007   | 44         | 0          |
| Matt Doherty     | 2018   | 2024   | 43         | 2          |
| Wes Hoolahan     | 2008   | 2017   | 43         | 3          |
| James McCarthy   | 2010   | 2020   | 42         | 0          |
| Alan McLoughlin  | 1990   | 2000   | 42         | 2          |
| Terry Phelan     | 1992   | 2000   | 42         | 0          |
| Ray Treacy       | 1966   | 1980   | 42         | 5          |
| David Connolly   | 1996   | 2003   | 41         | 9          |
| Charlie Hurley   | 1957   | 1969   | 40         | 2          |
| Lee Carsley      | 1998   | 2008   | 39         | 0          |
| Mark Lawrenson   | 1977   | 1987   | 39         | 5          |
| Stephen Hunt     | 2007   | 2012   | 39         | 1          |
| Stephen Kelly    | 2006   | 2014   | 39         | 0          |
| Callum Robinson  | 2018   | 2023   | 37         | 9          |
| Sean St Ledger   | 2009   | 2013   | 37         | 3          |
| Noel Cantwell    | 1954   | 1967   | 36         | 14         |
| Ciaran Clark     | 2011   | 2021   | 36         | 2          |
| John Egan        | 2017   | 2023   | 36         | 3          |
| Conor Hourihane  | 2017   | 2022   | 36         | 1          |
| Clinton Morrison | 2001   | 2006   | 36         | 9          |
| Phil Babb        | 1994   | 2002   | 35         | 0          |
| Alan Browne      | 2017   | 2023   | 35         | 5          |
| Keith Andrews    | 2008   | 2012   | 35         | 3          |
| Chris Morris     | 1987   | 1993   | 35         | 0          |
| John Sheridan    | 1988   | 1995   | 34         | 5          |
| Mark Kennedy     | 1995   | 2002   | 34         | 4          |
| Josh Cullen      | 2019   | 2024   | 34         | 0          |
| Gary Doherty     | 2000   | 2005   | 34         | 4          |
| Steve Heighway   | 1970   | 1981   | 34         | 0          |
| Alan Kelly       | 1993   | 2001   | 34         | 0          |
| Tony Dunne       | 1962   | 1975   | 33         | 0          |
| Gerry Peyton     | 1977   | 1992   | 33         | 0          |
| Paul McShane     | 2006   | 2016   | 33         | 0          |
| Joe Haverty      | 1956   | 1966   | 32         | 3          |
| Daryl Murphy     | 2007   | 2017   | 32         | 3          |
| Cyrus Christie   | 2014   | 2022   | 30         | 2          |
| Con Martin       | 1946   | 1956   | 30         | 6          |
| Simon Cox        | 2011   | 2014   | 30         | 4          |
| Jimmy Holmes     | 1971   | 1981   | 30         | 1          |

FAI · A-internationals · Bondscoaches · Statistieken · Iers vrouwenelftal · Olympisch elftal · Ierland U21 · Ierland U20 · Ierland U19 · Ierland U18 · Ierland U17 · Ierland U16 · Vrouwen U17
1924 – 1929 ·
1930 – 1939 ·
1940 – 1949 ·
1950 – 1959 ·
1960 – 1969 ·
1970 – 1979 ·
1980 – 1989 ·
1990 – 1999 ·
2000 – 2009 ·
2010 – 2019 ·
2020 − 2029
EK 1988 · 
EK 2012 · 
EK 2016
WK 1990 · 
WK 1994 · 
WK 2002
1924 · 
1925 · 
1926 · 
1927 · 
1928 · 
1929 · 
1930 · 
1931 · 
1932 · 
1933 · 
1934 · 
1935 · 
1936 · 
1937 · 
1938 · 
1939 · 
1940 · 1941 · 1942 · 1943 · 1944 · 1945 · 
1946 · 
1947 · 
1948 · 
1949 · 
1950 · 
1951 · 
1952 · 
1953 · 
1954 · 
1955 · 
1956 · 
1957 · 
1958 · 
1959 · 
1960 · 
1961 · 
1962 · 
1963 · 
1964 · 
1965 · 
1966 · 
1967 · 
1968 · 
1969 · 
1970 · 
1971 · 
1972 · 
1973 · 
1974 · 
1975 · 
1976 · 
1977 · 
1978 · 
1979 · 
1980 · 
1981 · 
1982 · 
1983 · 
1984 · 
1985 · 
1986 · 
1987 · 
1988 · 
1989 · 
1990 · 
1991 · 
1992 · 
1993 · 
1994 · 
1995 · 
1996 · 
1997 · 
1998 · 
1999 · 
2000 · 
2001 · 
2002 · 
2003 · 
2004 · 
2005 · 
2006 · 
2007 · 
2008 · 
2009 · 
2010 · 
2011 · 
2012 · 
2013 · 
2014 · 
2015 ·
2016 ·
2017 ·
2018 ·
2019 ·
2020 ·
2021
Albanië ·
Algerije ·
Andorra ·
Argentinië ·
Armenië ·
Australië ·
Azerbeidzjan ·
België ·
Bolivia ·
Bosnië en Herzegovina ·
Brazilië ·
Bulgarije ·
Canada ·
Chili ·
China ·
Colombia ·
Costa Rica ·
Cyprus ·
Denemarken ·
Duitsland ·
Ecuador ·
Egypte ·
Engeland ·
Estland ·
Faeröer ·
Finland ·
Frankrijk ·
Georgië ·
Gibraltar ·
Griekenland ·
Hongarije ·
IJsland ·
Iran ·
Israël ·
Italië ·
Jamaica ·
Joegoslavië ·
Kameroen ·
Kazachstan ·
Kroatië ·
Letland ·
Liechtenstein ·
Litouwen ·
Luxemburg ·
Malta ·
Marokko ·
Mexico ·
Moldavië ·
Montenegro ·
Nederland ·
Nieuw-Zeeland ·
Nigeria ·
Noord-Ierland ·
Noord-Macedonië ·
Noorwegen ·
Oekraïne ·
Oman ·
Oostenrijk ·
Paraguay ·
Polen ·
Portugal ·
Qatar ·
Roemenië ·
Rusland ·
San Marino ·
Saoedi-Arabië ·
Schotland ·
Servië ·
Slowakije ·
Sovjet-Unie ·
Spanje ·
Trinidad en Tobago ·
Tsjechië ·
Tsjecho-Slowakije ·
Tunesië ·
Turkije ·
Uruguay ·
Verenigde Staten ·
Wales ·
Wit-Rusland ·
Zuid-Afrika ·
Zweden ·
Zwitserland
België (2016) · 
Italië (2012) · 
Kroatië (2012) · 
Spanje (2012) · 
Zweden (2016)